# Dolmen von Pouey-Mayou

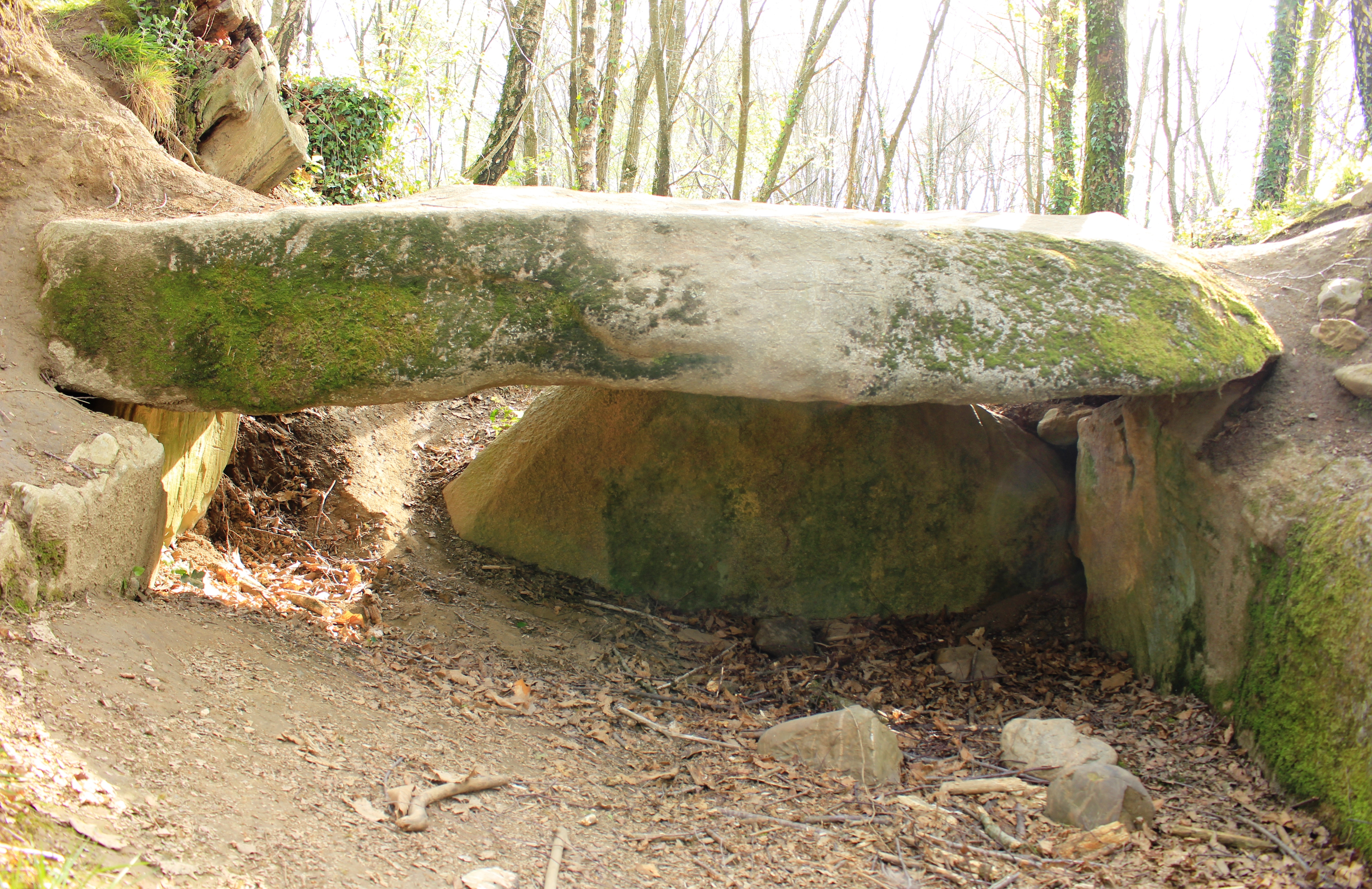
Dolmen du Pouey Mayou

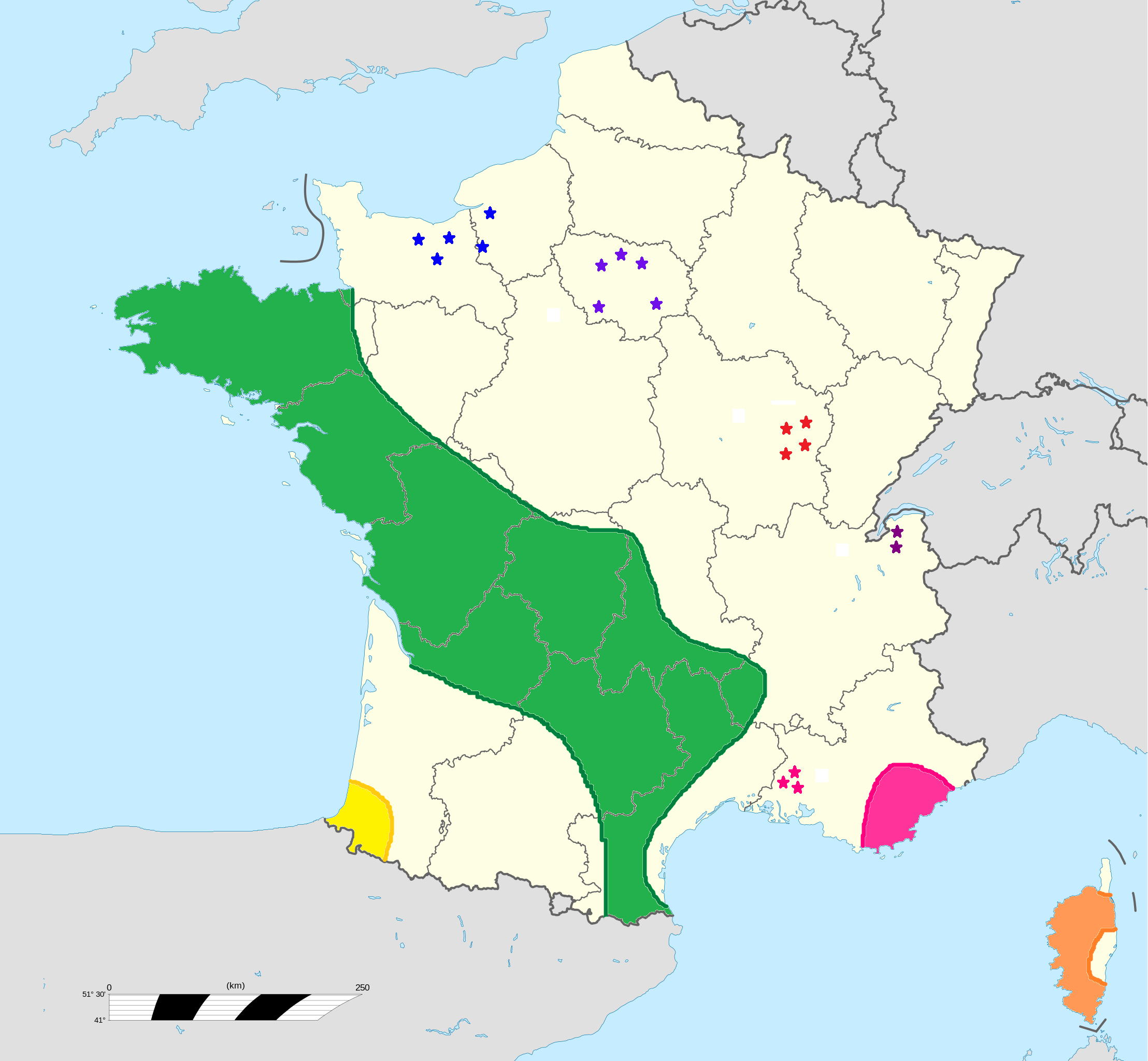
Verteilung von Dolmen in Frankreich. Anlagen des Typs Dolmens du Pays Basque (gelb)

Der Dolmen von Pouey-Mayou (auch Pouey-Majou genannt) gehört zu der isolierten Gruppe der „Dolmens du Pays Basque“ und liegt bei Bartrès, zwischen Lourdes und Ossun, im Département Hautes-Pyrénées (65) in Frankreich. Um den Hügel Pouey Mayou (Haupthügel), befindet sich die größte Ansammlung erhaltener Dolmen in den Pyrenäen. Dolmen ist in Frankreich der Oberbegriff für Megalithanlagen aller Art (siehe: Französische Nomenklatur).
Die Reste der Kammer liegen in einem massiven etwa 4,0 m hohen Grabhügel von 45,0 m Durchmesser. Der Dolmen hat eine Länge von 7,4 m, eine Breite von 3,7 m und eine Höhe von 1,5 m.
Ein einziger Deckstein befindet sich am östlichen Ende noch in situ. In der Grabkammer, die spätestens 1879 bei der ersten Grabung geleert worden war, fanden sich die Überreste von Leichen, die anscheinend in Sitzposition eingebracht waren, eine Goldperle und eine Feuersteinklinge.
Über dem Dolmen lagen zwei Schichten aus der Eisenzeit. Ein Schwert und Vasen, die von den Landwirten im östlichen Teil des Hügels aufgesammelt wurden, sind verloren gegangen.
Eine Pfeilspitze wurde etwa 1965 auf dem Hügel gefunden.
In der Nähe liegt der Dolmen du Peyre-Dusets.